# جزيرة أمبون

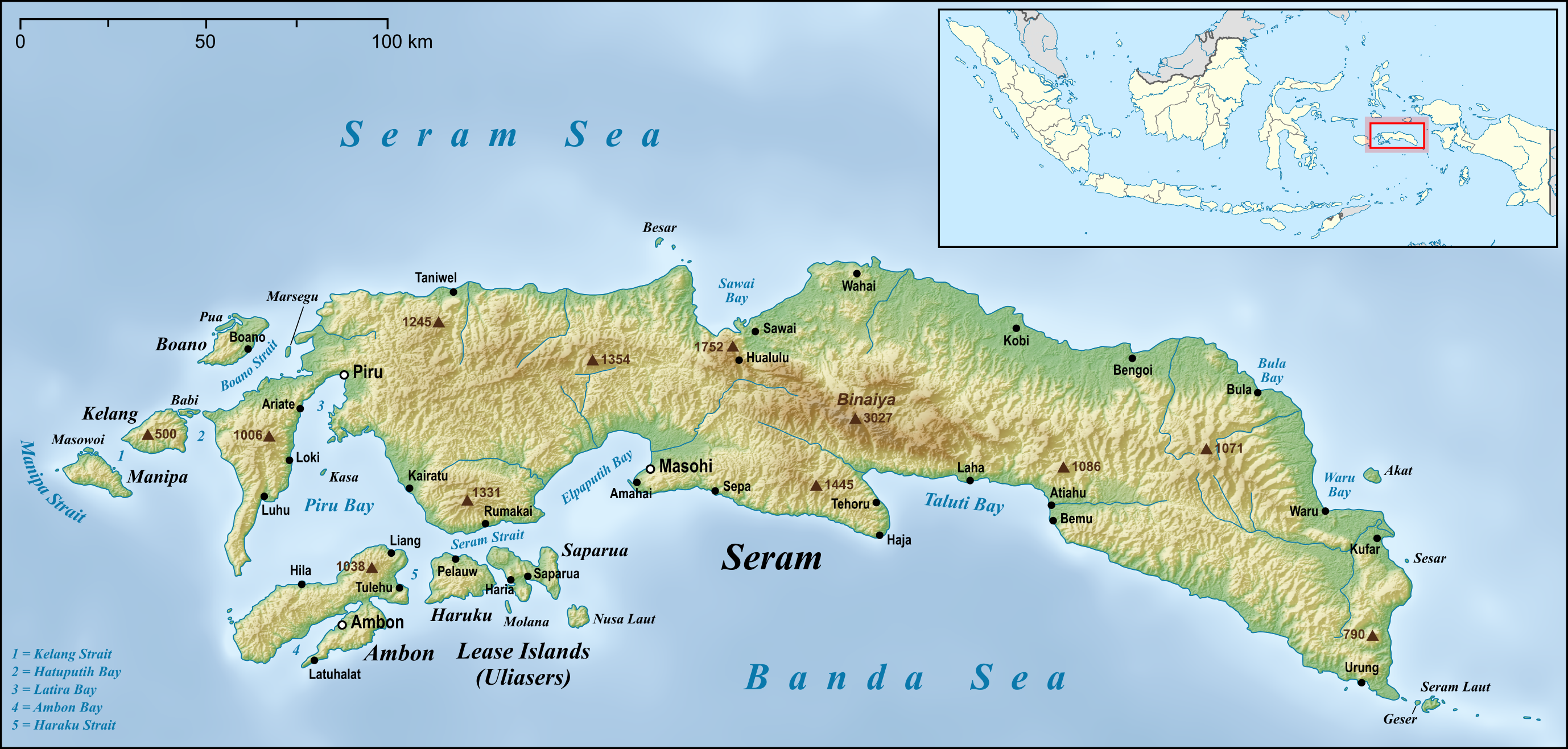
جزيرة أمبون الصغيرة تقع جنوب غرب جزيرة سيرام الكبيرة نسبياً

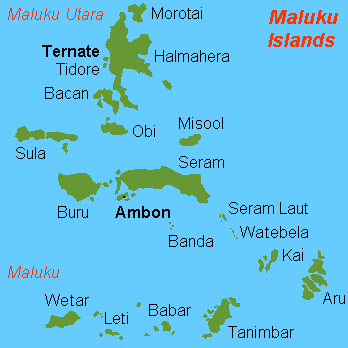
موقع جزيرة أمبون ضمن جزر الملوك

جزيرة أمبون أحد جزر الملوك في أرخبيل الملايو، وهي تتبع مقاطعة مالوكو في إندونيسيا.
الجزيرة تبلغ مساحتها 775 كم²، ذات طبيعة جبلية وتربة خصبة.
مدينة أمبون عاصمة مقاطعة مقاطعة مالوكو، يبلغ سكانها370931 نسمة، وهي تحتوي ميناء ومطار، وتقع فيها بعض الجامعات مثل:
1. جامعة باتيمورا
2. الجامعة المفتوحة
3. جامعة دار السلام
4. جامعة كريستين في مالوكو الإندونيسية